# Christopher James Hadnagy
Christopher James Hadnagy es un autor estadounidense TI-empresario y consultor de seguridad en tecnologías de la información. Hadnagy es conocido por su educación en seguridad informática y por el establecimiento de Innocent Lives Foundation, una organización que ayuda a rastrear e identificar la trata de niños. Hadnagy es fundador de Social-Engineer.Org, una organización de tecnología de la información y educación en el campo de la seguridad informática con sede en Orlando, Florida. También es autor de varias publicaciones como Social-Engineering: The Art of Human Hacking y Unmasking the Social Engineer: The Human Element of Security.
Hadnagy actualmente se desempeña como profesor de ingeniería social en el Centro de excelencia académica en operaciones cibernéticas de la Universidad de Arizona.

## Carrera

### Emprendimiento de TI
En 2009, Hadnagy fundó Social-Engineer, LLC. (2009), una empresa que ofrece cursos de educación y capacitación en ciberseguridad y defensa contra la piratería de sombrero negro. El enfoque principal de la compañía ha sido educar a las empresas sobre los métodos utilizados por atacantes malintencionados. La empresa ha aplicado varios métodos de defensa de los sistemas de seguridad informática con el fin de identificar vulnerabilidades y mantener niveles sostenibles de seguridad. Hadnagy estableció el marco de pruebas de penetración de ingeniería social, proporcionando un depósito de información para los profesionales de la seguridad. Los recursos del centro incluyen el podcast de The Social-Engineer.Org y el boletín informativo de The Social-Engineer.
Hadnagy también creó un curso de capacitación y certificación en ingeniería social, Ingeniería Social Práctica Avanzada, al que asistieron profesionales de las fuerzas policiales, militares y del sector privado. Hadnagy se graduó de los cursos de Paul Ekman microexpresiónes y posee certificaciones como Profesional Certificado en Seguridad Ofensiva (OSCP, por sus siglas en inglés) y Profesional Certificado en Seguridad Inalámbrica Ofensiva (OSWP, por sus siglas en inglés).

## Recepción de libros
Los libros de Hadnagy recibieron críticas generalmente positivas de los críticos y reseñadores de la industria. Según Ben Rothke de Cybersecurity Canon: "Unmasking the Social Engineer: The Human Element of Security ayuda al lector a comprender que "garantizar que la ingeniería social sea parte del programa general de seguridad de la información ya no es una opción". El sitio web de Slashdot concluye: "Se puede resumir todo el libro Social Engineering: The Art of Human Hacking en dos oraciones de la página 297, donde el autor Christopher Hadnagy escribe que las herramientas son un aspecto importante de la ingeniería social, pero no hacen al ingeniero social. Una herramienta sola es inútil; pero el conocimiento de cómo aprovechar y utilizar esa herramienta es invaluable”. Demasiadas personas piensan que la seguridad de la información y la protección de datos se trata simplemente de ejecutar herramientas, sin saber cómo usarlas. En este libro, Hadnagy muestra cuán crucial es el elemento humano dentro de la seguridad de la información'." Maria Patricia Prandini de Isaca Journal Book Reviews elogió el libro Phishing Dark Waters: The Offensive and Defensive Sides of Malicious E-mails para un análisis detallado de las técnicas de seguridad cibernética y notó que el libro está disponible para un amplio número de lectores, y no solo para los profesionales de la industria de TI.